# Tifón Gaemi
El tifón Gaemi, conocido en Filipinas como supertifón Carina, fue un potente ciclón tropical que impactó el este de China de afectar gravemente a Taiwán y Filipinas a finales de julio de 2024, tercera tormenta con nombre y segundo tifón de la temporada anual de tifones, se formó como una depresión tropical al este de Palau el 19 de julio. Debido a las condiciones ambientales favorables, se intensificó y alcanzó su punto máximo con vientos máximos sostenidos de diez minutos de duración de 90 kilómetros (55,9 mi) y una presión atmosférica central de 940 kilómetros (584,1 mi) . Con vientos sostenidos de un minuto a 125 kilómetros (77,7 mi), fue clasificado de categoría 4. Luego, la tormenta giró hacia el noroeste, a lo largo de la periferia occidental de una cresta subtropical. Después de detenerse y ejecutar un circuito cerrado en sentido antihorario cerca de la costa, se debilitó ligeramente debido a la interacción terrestre antes de tocar tierra en la costa noreste de Taiwán el 24 de julio. Emergió sobre el Estrecho de Taiwán apenas seis horas después de tocar tierra. Tocó tierra en China como tormenta tropical en el distrito Xiuyu de Putian en la provincia de Fujian . Una vez tierra adentro, el sistema se debilitó hasta convertirse en depresión tropical el 27 de julio.